# Alerte (premiers secours)
Pour les articles homonymes, voir Alerte.
« Appel d'urgence » redirige ici.  Pour le film américain, voir Appel d'urgence (film).
L'alerte (les Suisses utilisent le terme d'alarme) en premiers secours consiste, pour un sauveteur, à alerter les secours public pour demander leur intervention (pompier, SAMU) ou un conseil à la régulation médicale. C'est la troisième étape, après la protection et le bilan lors d'une action de porter secours. L'alerte est nécessaire lorsqu'un danger menace une personne ou un bien (accident, malaise, incendie, etc.), et va permettre de déclencher une prise en charge adaptée. C'est pourquoi l'évaluation faite lors du bilan est primordiale afin que la réponse apportée soit adaptée au péril (intervention des pompiers pour un incendie ou un accident, du SAMU pour un malaise cardiaque, de secours nautique pour une personne se noyant, etc.).

## Rappel des étapes pour porter secours
Lorsqu'une situation nécessite de porter secours à une ou plusieurs personnes, certaines étapes doivent être respectées afin d'être plus efficace dans son action, mais aussi assurer la sécurité des personnes présentes, aussi bien du(des) intervenant(s) que de(s) la victime(s). Ces étapes, enseignées lors des formations de premiers secours, sont les suivantes :
1. La protection : assurer la sécurité de la zone et des personnes. Cette action a pour but d'éviter le suraccident (il s'agit, par exemple de baliser un accident de la route) ou de blesser l'intervenant (par exemple, couper l'électricité lors d'une intervention sur une personne électrisée) ;
2. Le bilan : évaluer l'état de(s) la victime(s). Cette action permet de décider quels gestes de secours devront être entrepris, mais permet aussi de recueillir les éléments nécessaires pour transmettre le bilan au SAMU (situation, nombre de victimes, plaintes exprimées, etc.) ;
3. L'alerte : alerter un service d'urgence. Par cette action, la personne qui intervient s'assure qu'un renfort secouriste ou médical se mettra bien en route pour prendre en charge la victime. Pour savoir quel numéro appeler en fonction du pays et de la situation, voir l'article spécifique : numéro d'appel d'urgence ;
4. Réaliser les gestes d'urgences. Dernière étape du porter secours, la réalisation de toutes les autres actions avant cette dernière permet d'assurer un maximum de chance et de rapidité dans la prise en charge de la victime.

À noter que dans certaines urgences, ces étapes peuvent être réalisées en simultané afin d'apporter la meilleure réponse possible dans le temps le plus bref : par exemple, lors d'un arrêt cardiorespiratoire, l'intervenant va réaliser l'alerte (ou faire réaliser) en même temps qu'il démarre la réanimation cardiopulmonaire.

## Moyens d'alerte

### Par téléphone

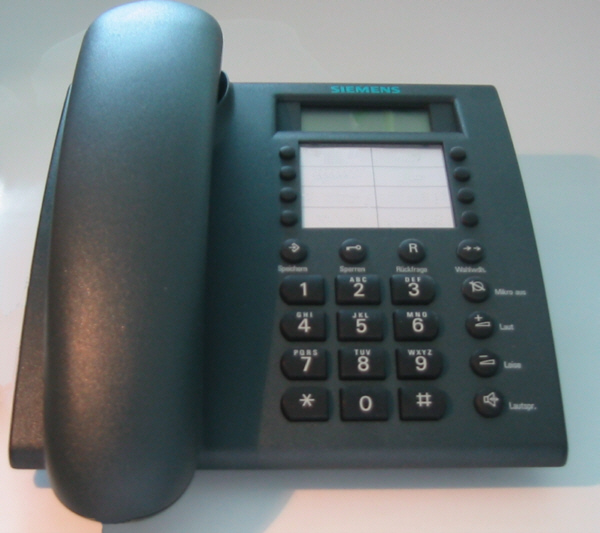
Le téléphone fixe, le moyen à privilégier.

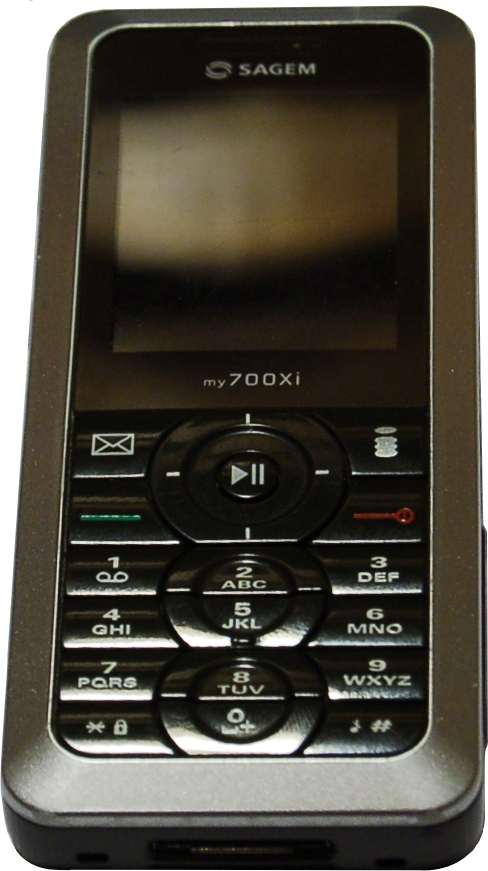
Téléphone portable.

Le moyen le plus fiable de passer l'alerte est le téléphone filaire : la communication est de qualité, et il est aisé de localiser l'appel. À défaut, on peut utiliser un téléphone portable : il a l'avantage d'être souvent disponible immédiatement, mais si l'appelant n'est pas capable d'indiquer à quel endroit se situe le sinistre, il est plus difficile de le localiser, sauf si le téléphone est muni d'une puce GPS. Certains pays ont mis en place une alerte par SMS ou par courrier électronique, utilisable par les handicapés de la voix. Malgré le développement des médias sociaux pour la gestion de l'urgence (MSGU), il n'est pas encore possible de prévenir de manière efficace les secours par les réseaux sociaux.

« Avant de tweeter, prévenez les secours, faites le 112 ou le 18 », martèlent le lieutenant-colonel David Maillefaud et Sébastien Rama tant l'évidence semble oubliée par les plus jeunes. « Ils ne se rendent même plus compte qu'un smartphone ça sert aussi à appeler et à donner l'alerte. »

— Emmanuel Coupaye, Avant de tweeter prévenez les secours !
La plupart des pays du monde ont mis en place un numéro d'appel d'urgence permettant de joindre les secours ; il s'agit d'un numéro simple à retenir, et l'appel est gratuit.
Par exemple :
- Union européenne et d'autres pays européens (dont la Suisse) : « 112 et en France 15 » ;
- Amérique du Nord (États-Unis, Canada) : « 911 » ;
- Australie : « 000 » ;
- Chine, Japon : « 119 » ;

Ces numéros uniques centralisent tous les appels d'urgence. Certains pays disposent d'autres numéros spécifiques qui permettent de joindre un service d'urgence spécifique.
- Belgique :
  - « 101 » : police et gendarmerie ;
  - « 100 » ou « 112 » : sapeurs-pompiers et ambulance ;
- France :
  - « 15 » : numéro d'appel du SAMU, pour tout problème d'ordre médical ;
  - « 17 » : numéro d'appel de la police et de la gendarmerie, pour les troubles à l'ordre public ;
  - « 18 » : numéro d'appel des sapeurs-pompiers, pour les incendies et les opérations de secours et de sauvetage ;
  - « 114 » : numéro d’urgence national uniquement accessible par SMS ou Fax, pour les personnes avec des difficultés à entendre ou à parler (personnes sourdes, malentendantes).

En France, il est impossible de joindre les services d'urgences sans carte SIM. Tout appel d'urgence doit être effectué avec un appareil équipé d'une carte SIM, même ancienne, voire sans abonnement.
Ces numéros sont interconnectés, c'est-à-dire que les informations concernant un autre service sont retransmises ; les sapeurs-pompiers doivent, d'après la réglementation, établir une conférence téléphonique avec le SAMU pour tout problème d'ordre médical, et vice versa.
En septembre 2015, les pompiers plaident pour l'utilisation unique du 112 comme numéro d’appel d’urgence. Une expérimentation de ce dispositif est en cours depuis 2011 en Haute-Savoie et une autre sera lancée en janvier 2016 en Île-de-France.
Le 114 peut aussi être utilisé pour prévenir les secours sans être entendu, par exemple lorsque l'on se cache.
- Suisse :
  - « 144 » : secours sanitaire ;
  - « 117 » : police ;
  - « 118 » : pompier.

Ces numéros sont interconnectés, c'est-à-dire que les informations concernant un autre service sont retransmises et le « 144 » fait office de centrale de secours et peut basculer les appels.

### Par radiotéléphonie

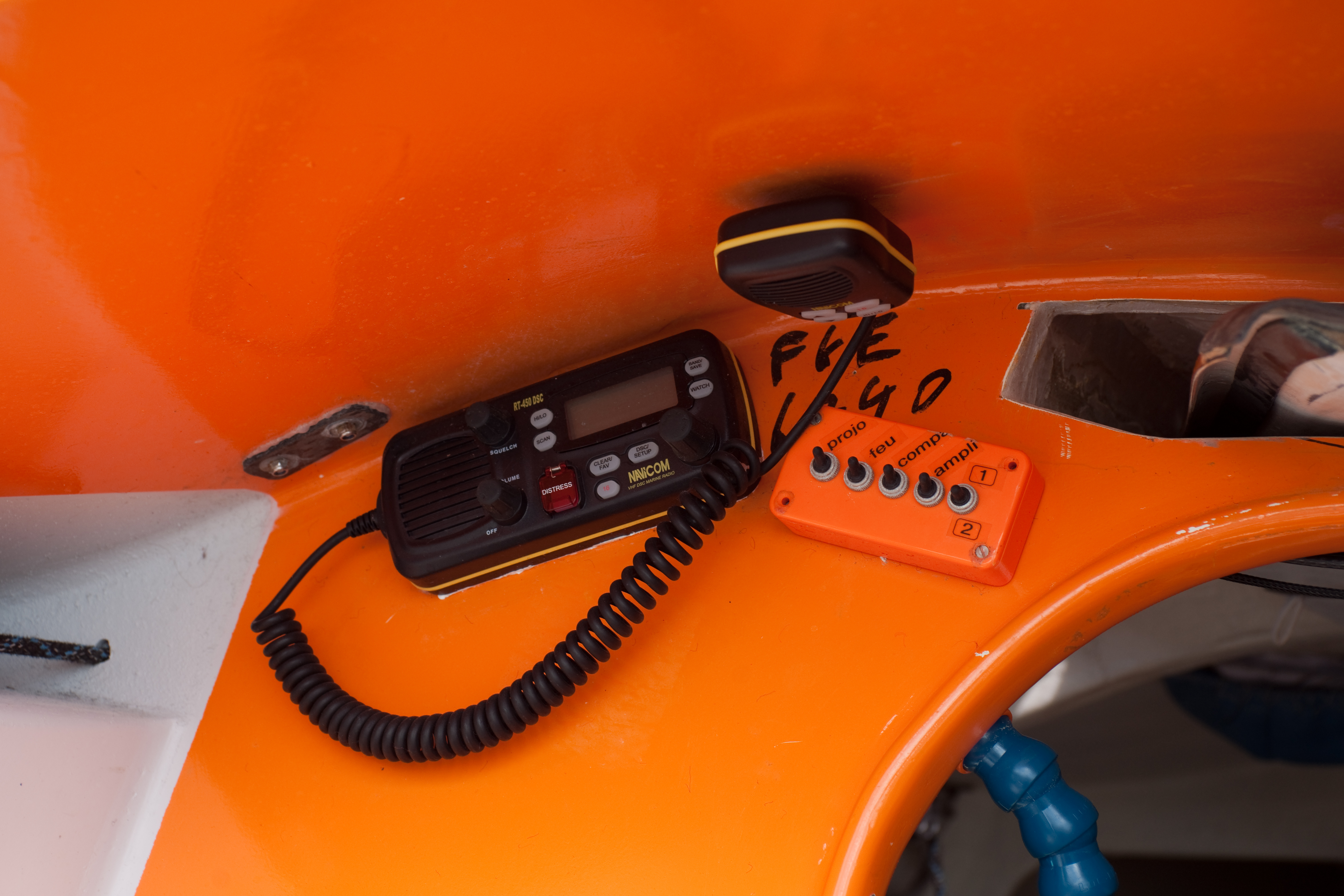
Radio VHF

La radiotéléphonie est une manière de passer l'alerte, et elle est utilisée lorsqu'aucun autre moyen n'est disponible: Radiocommunication de catastrophe. La radiotéléphonie en navigation aéronautique, maritime est le meilleur moyen de contacter les secours :
- il n'y a pas de saturation comme au passage de la nouvelle année, ou de panne totale ;
- il permet d'être localisé par triangulation ;
- les aéronefs sont en liaison avec un centre de contrôle ou d'information ;
- les navires sont à l'écoute de la fréquence internationale de détresse[7] et d'appel en radiotéléphonie, et peuvent porter secours s'ils sont à proximité.

Les canaux de veille en radiotéléphonie sont : le canal 16 et la fréquence 2 182 kHz ; en France, l'interlocuteur est le Centre régional opérationnel de surveillance et de sauvetage (Cross).
Certains véhicules terrestres sont munis de radio, par exemple les autobus urbains ou les taxis. Ils peuvent ainsi passer une alerte à leur centrale, qui peut la répercuter aux services de secours, par téléphone. La citizen-band n'est pas un moyen fiable de passer une alerte : les secours n'écoutent pas les fréquences autres que leurs propres fréquences. Le canal 9 (27,065 MHz) est utilisé pour l'appel d'urgence.
En montagne, le canal E dans la bande VHF est le canal d'appel d'urgence en radiotéléphonie, désigné aussi canal emergency 161,300 MHz, le canal E est aussi le canal européen des secours en montagne.

#### Moyensradiotéléphoniquesinternationaux disponibles pour l'appel d'urgence
D'après.
| Fréquences      | Utilisations                                                                              | Remarques                              |
| --------------- | ----------------------------------------------------------------------------------------- | -------------------------------------- |
| 2 182 kHz       | fréquence de détresse en mer par la radiotéléphonie en USB de la bande 1,605 MHz à 4 MHz. | en AM par émetteur de secours          |
| 3 023 kHz       | fréquence d’urgence aéronautique en radiotéléphonie en USB.                               | interconnexion (air/mer/terre)         |
| 4 125 kHz       | fréquence auxiliaire à 2 182 kHz. (air/mer/terre), inter-aéronef en USB.                  | Pmaxi 1 kW                             |
| 5 680 kHz       | fréquence d’urgence aéronautique en radiotéléphonie en USB.                               | interconnexion (air/mer/terre)         |
| 6 215 kHz       | fréquence auxiliaire à 2 182 kHz en U.S.B.                                                | Pmaxi 1 kW                             |
| 121,500 MHz     | fréquence d’urgence aéronautique en vue d'un aéronef en AM.                               | dégagement sur 123,1 MHz               |
| 156,500 MHz     | voie 10 ou canal 10 utilisé en Europe sur les fleuves, rivières, canaux, lacs, étangs.    | Pmaxi 1 W en FM                        |
| 156,8 MHz       | voie 16 ou canal 16 de détresse en mer des ondes métriques en radiotéléphonie en FM.      | dégagement sur le canal 06 : 156,3 MHz |
| 406 à 406,1 MHz | radiobalises de localisation de sinistre (RLS) en transmission du MMSI.                   | radioralliement sur 121,500 MHz.       |

L'appel d'urgence est émis sur une fréquence internationale de détresse et d'appel en radiotéléphonie. L'appel d'urgence sera traité après les messages de détresse Mayday.
Le signal caractérisant l'appel d'urgence est « pan-pan » (prononcé panne, panne)
« PAN PAN, PAN PAN, PAN PAN de (Nom du bâtiment), (Nom du bâtiment), (Nom du bâtiment)
- Position (Latitude longitude ou position relative)
- Nature de l'urgence
- Secours demandé
- Nombre de personnes à bord
- Intentions
- Tout renseignement supplémentaire qui pourrait être utile (caractéristiques du bâtiment…)

 »
Quand le capitaine d'un navire ou le commandant d'un aéronef qui a émis un signal d'urgence estime ultérieurement que l'assistance n'est plus nécessaire, ou qu'il n'y a plus lieu de donner suite au message, il doit immédiatement le faire savoir à toutes les stations intéressées sur le canal de trafic (exemple canal 6).

« PAN PAN 

de 

Bélougas, Bélougas, Bélougas 

PAN PAN fini 

Nous n'avons plus besoin d'assistance 

À vous… »

### Bornes d'appel d'urgence

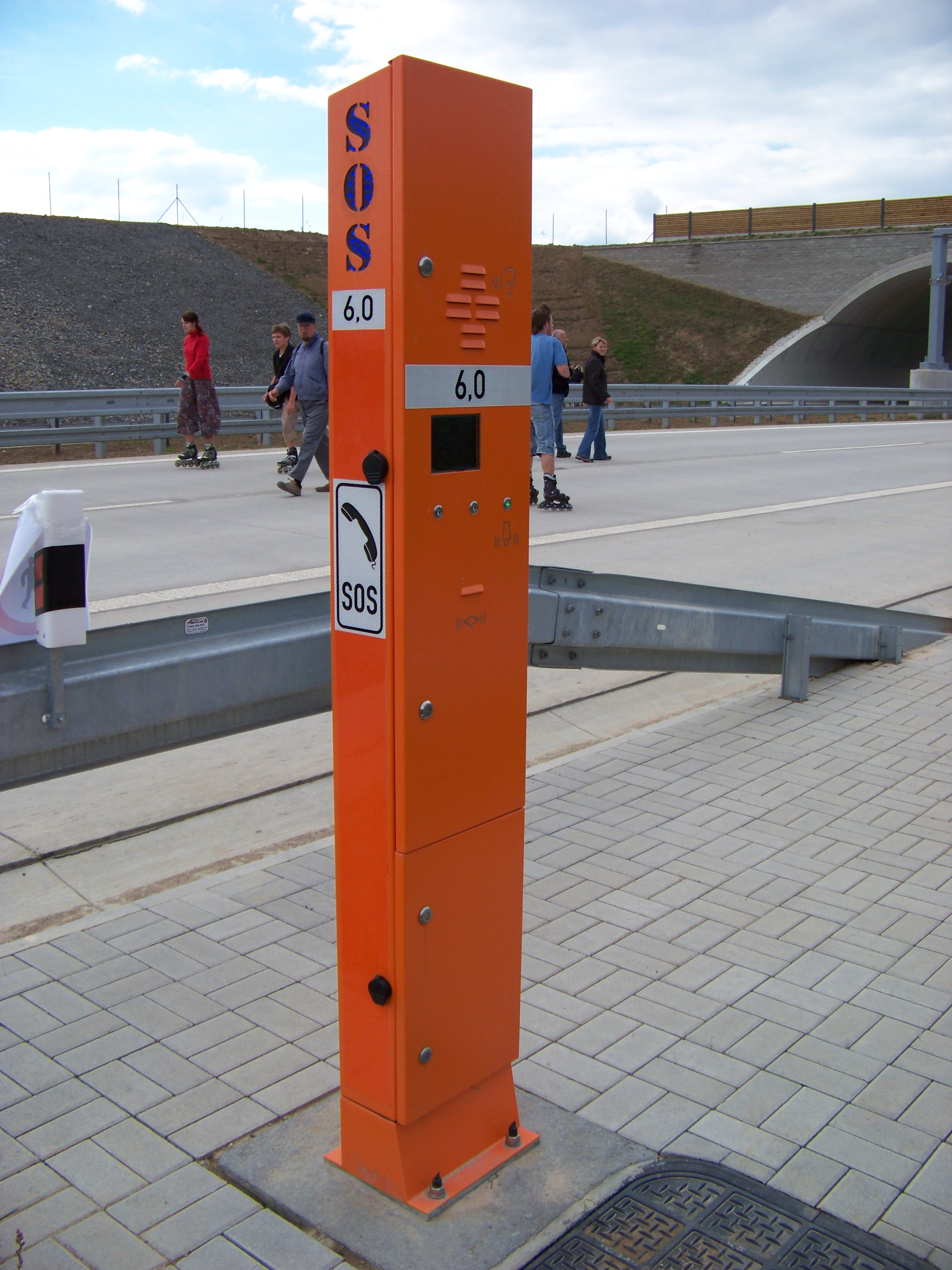
Borne d’appel d’urgence à Prague en République tchèque

Des bornes d'appel sont disposées sur les autoroutes (disposées tous les 2 km en France), sur les voies rapides et sur certaines nationales, et sur certains quais de gare. Les bornes d'appel sont des moyens fiables et permettent de localiser facilement l'appel, ce qui est critique notamment sur la route où l'on ne sait pas toujours se situer… Elles sont donc à préférer aux téléphones portables[réf. nécessaire]. Les bornes sont supprimées dans différents pays, avec l'adoption de l'eCall et la localisation automatique de l'appelant via son smartphone lors de l'appel des secours.

### Télégraphie
L'appel d'urgence XXX peut être émis en télégraphie Morse et sur les fréquences radios pour transmettre un message concernant la sécurité d'un navire, d'un aéronef ou d'une personne quelconque se trouvant à bord ou en vue du bord. Le radiotélégraphiste fait trois répétitions du groupe XXX en code Morse international : « -..- -..- -..- _ -..- -..- -..- _ -..- -..- -..- ».
L'appel d'urgence est émis sur une fréquence internationale de détresse et d'appel en radiotélégraphie. L'appel d'urgence sera traité après les messages de détresse SOS.
Il est de la forme :
« 
XXX _ XXX _ XXX de (Nom du navire) (Nom du navire) (Nom du navire) 

Dégagement de la fréquence de détresse. 

XXX _ XXX _ XXX de (Nom du navire) (Nom du navire) (Nom du navire)
- Position (latitude et longitude ou position relative)
- Nature de l’urgence
- Secours demandé
- Nombre de personnes à bord
- Intentions
- Tout renseignement supplémentaire qui pourrait être utile (caractéristiques du navire…)
- ar (fin de transmission)
- k (invitation à transmettre)

 »
Le système antérieur de détresse en mer est toujours en fonctionnement sur les côtes de l'Afrique, de l'Asie, de l'Europe de l'Est.
| Système antérieur | Types et fonctions |
| ----------------- | --- |
| 500 kHz           | Fréquence internationale de détresse en radiotélégraphie. SOS,. Non SMDSM depuis février 1999. La fréquence radiotélégraphique de 500 kHz est utilisée par des stations de plusieurs pays.          |
| 8 364 kHz         | Fréquence internationale de détresse en radiotélégraphie SOS (internationale jusqu'en février 1999),. La fréquence radiotélégraphique de 8 364 kHz est utilisée par des stations de plusieurs pays. |

### Utilisation du service radioamateur

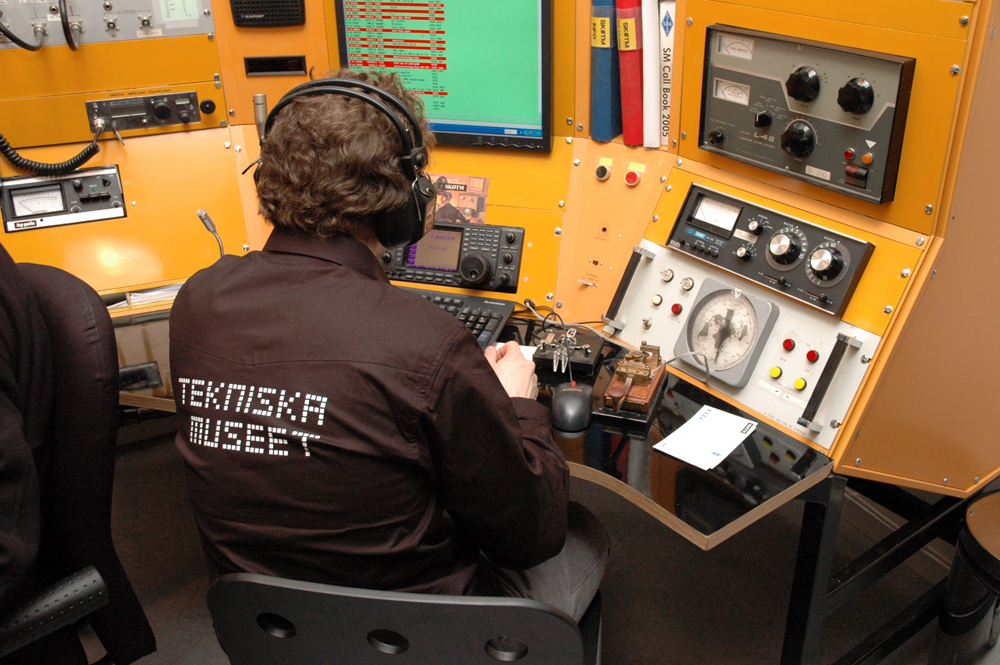
Station de radioamateur

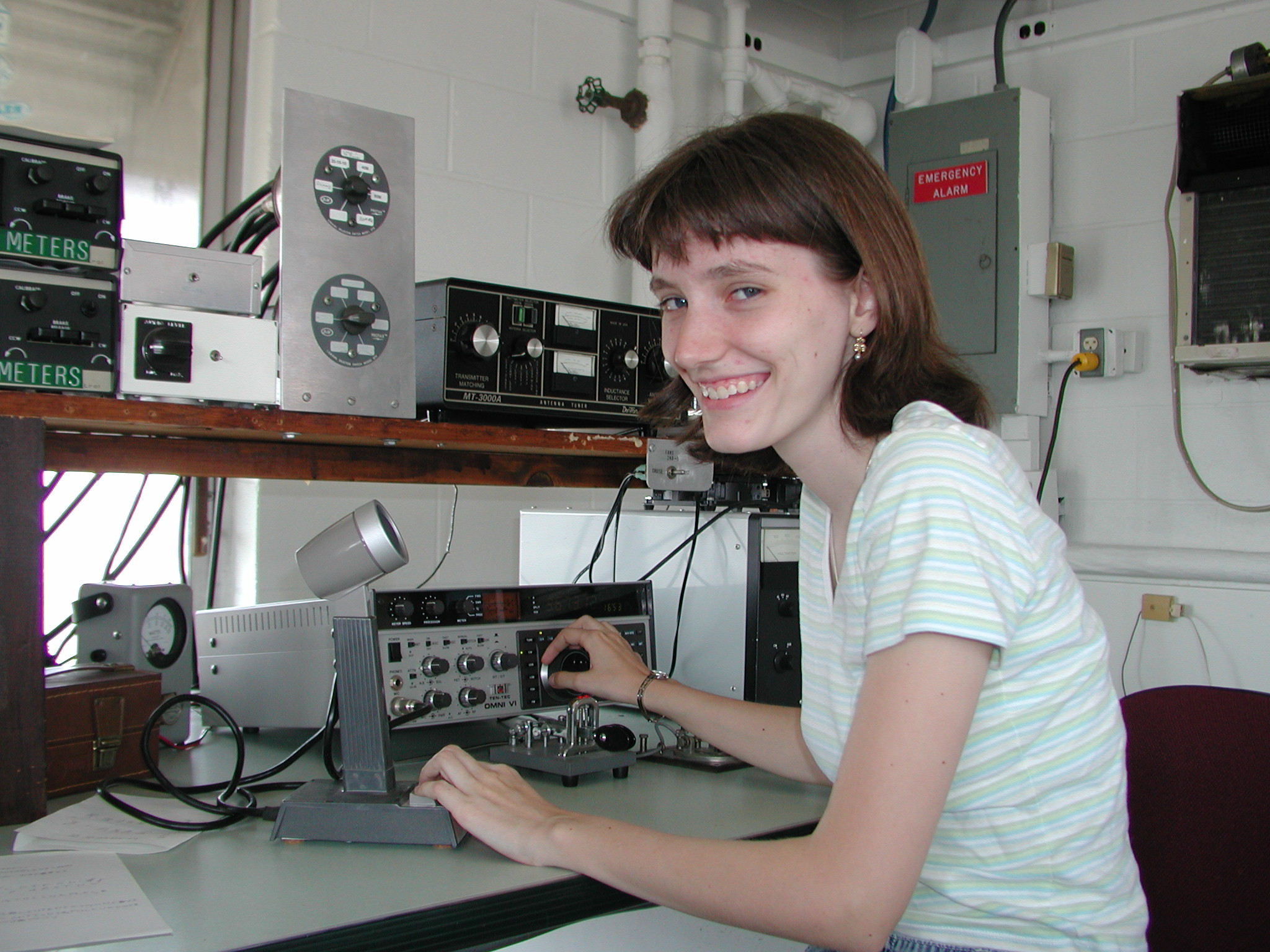
Station de radioamateur

Les bandes du service radioamateurs sont bien adaptées à une utilisation à bref délai dans les cas d'urgence.
Les secours sont en droit d'établir des contacts radios par le truchement d'une station de radioamateur, dans le cas de catastrophe,.
 Depuis la zone de catastrophe l'organisation intervenante sur dans la zone demande à l'opérateur radioamateur d'appeler n'importe quelle autre station de radioamateur, si possible située dans le pays à contacter, pour établir un contact direct et immédiat par téléphone avec le secrétariat de l'organisation ou avec la station de radio de l'organisation.
- Pour le trafic intercontinental, l'IARU recommande l’utilisation, pour l'appel d'urgence en cas de catastrophe, des fréquences suivantes[29] :
  - 14,300 MHz Emergence Center of Activity de la bande des 20 mètres ;
  - 18,160 MHz Emergence Center of Activity de la bande des 17 mètres ;
  - 21,360 MHz Emergence Center of Activity de la bande des 15 mètres.
- De plus en fonction de l'aide souhaité, des permanences internationales radioamateurs sont effectuées sur les fréquences :
  - 14,303 MHz Aide internationale ;
  - 14,313 MHz Réseau service mobile maritime ;
  - 14,332 MHz Assistance médicale.
- Pour le trafic continental en Europe, l'ouest du Moyen-Orient, Afrique, le nord de l'Asie, l'IARU région 1 recommande l’utilisation, pour les secours en cas de catastrophe, des fréquences suivantes[30] :
  - 3,760 MHz Emergence Center of Activity en région 1 de la bande des 80 mètres ;
  - 7,110 MHz (ou 7,060 MHz)  Emergence Center of Activity en région 1 de la bande des 40 mètres[31] ;
  - en plus des fréquences ci-dessus, d’autres fréquences et d’autres bandes peuvent être utilisées.
- Pour le trafic continental en Amérique et au Groenland, l'IARU région 2 recommande l’utilisation, pour les secours en cas de catastrophe, des fréquences suivantes[32] :
  - 3,750 MHz et 3,985 MHz Emergence Center of Activity en région 2 de la bande des 80 mètres ;
  - 7,110 MHz, 7,240 MHz et 7,290 MHz Emergence Center of Activity en région 2 de la bande des 40 mètres.
- Pour le trafic continental en Océanie et en Asie, l'IARU région 3 recommande l’utilisation, pour les secours en cas de catastrophe, des fréquences suivantes[33] :
  - 3,600 MHz Emergence Center of Activity en région 3 de la bande des 80 mètres ;
  - 7,110 MHz Emergence Center of Activity en région 3 de la bande des 40 mètres.

## Informations à communiquer
Lorsqu'une personne contacte un service d'urgence, il lui est conseillé de penser à indiquer :
- son nom (permet d'authentifier l'appel) ;
- le numéro de téléphone d'où elle appelle : le numéro s'affiche au standard, mais cela permet d'authentifier l'appel, et il faut prévoir une défaillance du système d'affichage du numéro ; le fait d'avoir le numéro de téléphone permet aux secours de rappeler pour avoir des précisions (contre-appel) et de localiser l'appel ;
- la localisation précise de l'accident (voir plus bas), avec en particulier la commune ;
- la nature du problème : malaise ou accident, ce qui s'est passé, les circonstances de l'accident ;
- les risques résiduels éventuels (incendie, produit chimique, route à grande circulation, effondrement, etc.) ;
- le nombre de victimes ;
- s'il y a peu de victimes : la gravité de l'état de chaque victime, en particulier signaler si elles parlent, si elles présentent un saignement abondant ;
- les premières mesures prises et gestes effectués (protection, gestes de première urgence) ;
- l'appelant doit répondre aux questions, écouter les conseils, attendre les instructions avant de raccrocher. L'appelant devrait ainsi ne jamais raccrocher avant que le service de secours contacté ne l'ait demandé.

Une fois les secours prévenus, l'appelant doit si possible revenir vers la victime pour la surveiller en attendant les secours. Certains gestes peuvent éviter l'aggravation de l'état de la victime et améliorer les chances de survie des victimes.

## Cas particuliers
Parmi les « pièges » de l'alerte, notons :

### En agglomération
- indiquer l'adresse précise, avec le nom de la commune, le lieu-dit, le nom de la voie et le numéro du domicile ou du lieu ;
- si c'est un accident sur la voie publique, indiquer le nom de la rue et le numéro d'immeuble le plus proche ; si l'on est proche d'une intersection, indiquer le nom des deux voies ;
- pour les groupes d'immeubles, indiquer le numéro de l'immeuble, de l'escalier, l'étage, le code de la porte ou le nom à appeler à l'interphone ;
- pour les lieux publics et les entreprises, donner le nom du lieu, indiquer l'endroit dans le bâtiment (étage, numéro de salle, etc.) et prévenir une personne du lieu (ou envoyer un témoin) pour pouvoir guider les secours.

Noter que certaines entreprises ont des secouristes et une procédure d'appel, par exemple une ligne directe avec les sapeurs-pompiers (ou tasal : téléphone d'alerte à surveillance automatique de ligne).

### Sur la route
Le principal problème de l'alerte est de se localiser, notamment lorsque l'on est sur une route que l'on ne connaît pas. Il est pour cela plus sûr d'utiliser une borne d'appel d'urgence sur une autoroute ou une voie express, ou un téléphone fixe d'un domicile ou d'un commerce proche : le numéro de la borne permet à l'interlocuteur de localiser l'appel.
Certaines routes sont munies de panneaux indiquant le nom de la route (souvent un numéro), ainsi que parfois le point kilométrique. On peut aussi se référer aux communes traversées par la route.
En France, les bornes d'appel qui sont présentes sur certaines routes départementales (les ex-nationales) ne sont plus entretenues et sont amenées à disparaître.

### En train
Le train dispose d'un signal d'alarme. C'est un moyen privilégié, qui permet d'informer le conducteur et les agents du train qu'il y a un problème, et qui pourront à leur tour informer le poste de central de régulation du trafic, ce qui permettra de guider les secours ainsi que de garantir une bonne sécurité de l'intervention. Toutefois, si ce signal prévient le conducteur d'un problème, il arrête aussi le train immédiatement, dans un lieu qui n'est pas forcément facilement accessible aux secours.
Si le fait que le train roule ne présente pas de risque, une solution consiste à aller chercher (envoyer un témoin) le contrôleur, qui dispose d'une procédure d'alerte des secours.
Il existe aujourd'hui un numéro de téléphone valable en France sur le réseau SNCF, le 31 17, qui permet de centraliser et de localiser une alerte, dans le cas où l'agent commercial n'est pas dans les environs du problème. Les contrôleurs du train, le conducteur et les secours seront conjointement prévenus et le train sera arrêté dans un endroit facilement accessible. L'utilisation de ce numéro permet d'éviter d'arrêter le train en pleine voie. Ce numéro doit être utilisé dans le cas où on rencontre une victime, mais en cas d'incendie ou d'un problème mécanique, l'usage du signal d'alarme reste indispensable.
Si l'on est proche d'une gare, a fortiori dans les trains à arrêt fréquent de type métro, RER ou tramway, on peut attendre l'arrêt en gare pour tirer le signal d'alarme.
Dans une gare, il est recommandé d'utiliser les bornes d'appel présentes sur les quais, ou bien d'aller prévenir les agents d'accueil ; en effet, cela permet d'une part de mettre en place des mesures de sécurité et de vigilance, telles que le ralentissement voire l'arrêt du trafic, et les agents pourront accueillir les secours et les amener à la victime.

### Dans une zone de combats
Dans une zone de combats, aux fins d'annonce et d'identification de transports sanitaires placés sous la direction d'une partie à un conflit ou d'États neutres, ou d’un navire portant secours aux blessés, aux malades et aux naufragés. Le capitaine du navire doit faire transmettre les signaux d'appel d'urgence : de trois groupes PAN PAN suivis par l'adjonction du seul groupe MEDICAL en radiotéléphonie.
Dans une zone de combats, aux fins d'annonce et d'identification, le navire placé sous la direction d'un État neutre à un conflit. Le capitaine du navire doit faire transmettre les signaux d'appel d'urgence : d'un seul groupe PAN PAN suivi par l'adjonction du seul groupe NEUTRAL en radiotéléphonie.

## Délit de «fausse alerte»
Le fait de passer une fausse alerte, c'est-à-dire de prévenir volontairement les secours en leur donnant une fausse information faisant croire à un sinistre, une destruction, une dégradation ou une détérioration dangereuse pour les personnes est un délit pour la plupart des pays.
En France, ce délit est puni, selon l'article 322-14 du Code pénal, par une peine pouvant aller jusqu'à deux ans de prison et 30 000 euros d'amende.
Notons que l'infraction est constituée même si elle n’entraîne pas le départ de moyens de secours, par exemple le fait de lancer par simple curiosité des fusées de détresse à partir de la côte (cour d'appel de Rennes, 30 octobre 1997, Dalloz 2000, p. 94, note Gestermann).
Si un accident a lieu au cours du déplacement et de la recherche du sinistre, l'auteur de l'appel peut être poursuivi pour blessures ou homicide involontaire. L'administration responsable des secours (SDIS, SAMU, police nationale, gendarmerie) peut se constituer partie civile pour obtenir des dommages-intérêts.
Enfin, le fait d'exposer une personne à un risque (ici risque résultant de l'intervention des secours) peut amener à une condamnation même en l'absence de dommage au titre de l'article 223-1 du Code pénal.
Ont ainsi été condamnés par exemple :
- une personne qui, pour tromper son ennui, avait émis une fausse alerte à la bombe dans une gare (cour d'appel de Paris, 19 mars 1996) ;
- une personne qui, pour des raisons fantaisistes, avait fait se déplacer à deux reprises dans la même soirée les sapeurs-pompiers et les gendarmes (tribunal d'instance de Nancy, mars 2001, condamnation à trois jours d’amende à 50 FF, 10 000 FF de dommages-intérêts au profit des sapeurs-pompiers et 3 000 FF de frais de procédure) ;
- un jeune homme qui avait signalé aux pompiers un accident sur la voie publique depuis son portable, prétendant être bloqué dans son véhicule ; la relation téléphonique avait duré 1 heure 30 et les véhicules de gendarmerie et police avaient patrouillé une grande partie de la nuit (tribunal de grande instance de Lille, 4 janvier 2002, condamnation à 8 mois de prison, dont 7 mois et 15 jours avec sursis, 6 947 € de dommages-intérêts au SDIS, 4 344 € de d.-i. au SAMU).

En revanche, un homme menaçant de se suicider si les forces de l’ordre n’intervenaient pas chez lui dans les dix minutes n'a pas été condamné ; cette menace n’a pas été analysée comme sinistre imaginaire, et la loi ne considère pas le caractère fallacieux de l'information (cour d'appel de Rennes, 8 novembre 2000).